# The Beacon Street Collection
The Beacon Street Collection es el segundo álbum de estudio de la banda estadounidense No Doubt, publicado en 1995. Fue lanzado de manera independiente por la banda bajo su propio sello Beacon Street Records. 

## Historia
El álbum fue lanzado en un periodo de frustración para la banda. Ellos estaban a la espera de que la discográfica, Interscope Records, les concediese otra oportunidad para grabar una secuela a su álbum de debut. Para conseguir dar algo a sus fanes, ellos lanzaron una colección de 10 canciones, que habían sido grabadas en tres sesiones durante dos años. Dos de esas sesiones tomaron lugar en el garaje de Gwen y Eric Stefani en la Beacon Avenue (Avenida Beacon), que se encuentra en Anaheim, California. De aquí, el título del álbum. Las sesiones de mezcla, copia y montaje para las primeras siete canciones fueron hechas durante dos largos fines de semana en febrero de 1995 en Clear Lake Audio, con Colin Mitchell como ingeniero. Uno de esos días, Bradley Nowell del grupo Sublime, se presentó y grabó su parte para la canción "Total Hate 95". Como curiosidad, fue el propio Adrian Young quien manualmente golpeaba el "Flanger" durante el fragmento que parece dentro de un sueño en "Snakes". Mientras tanto, en la sala de control, Gwen componía el collage de fotos incluido en el libro del CD. La casa situada en Beacon Avenue es donde la banda había vivido desde 1990 hasta su salida para el tour de Tragic Kingdom. Pese al disgusto de Interscope, la banda lanzó The Beacon Street Collection a través del sello independiente Sea Creature.
Sin embargo, el truco funcionó y a No Doubt pronto le concedieron su oportunidad para grabar el siguiente álbum: Tragic Kingdom. Su éxito internacional permitió a The Beacon Street Collection ser relanzado en 1997 ahora también por Interscope. Se puede distinguir el disco original distribuido por la banda del que la discográfica reeditó, ya que lleva un sello rojo en la carátula en la que pone: Reissue of No Doubt's Independent 1995 Release

## Lanzamiento
En su lanzamiento inicial en marzo de 1995 The Beacon Street Collection solo estaba disponible en las tiendas de discos locales en Orange County, California donde la banda hacía sus shows. El sonido más crudo del álbum junto con la popularidad que habían alcanzado hicieron que la primera edición de 1000 copias se agotara tan solo a un mes de su lanzamiento. Interscope se dio cuenta del potencial de la banda y reconsidero la idea y les permitió grabar un nuevo álbum en los estudios de Los Ángeles. A finales de año él había vendido más de 100 000 ejemplares, 3 veces más que las ventas de su álbum debut. Esto se debió en gran parte a la publicación de Tragic Kingdom, editado solo siete meses después de The Beacon Street Collection. 
Dos sencillos fueron publicados:  "Squeal" y "Doghouse" en formato vinilo 7'.

## Listas de canciones
| N.º | Título             | Escritor(es)                                          | Duración |  |
| 1.  | «Open the Gate»    | E. Stefani, G. Stefani, T. Dumont, T. Kanal, A. Young | 3:40     |  |
| 2.  | «Blue in the Face» | E. Stefani                                            | 4:35     |  |
| 3.  | «Total Hate '95»   | J. Spence, C. Leal, G. González                       | 3:18     |  |
| 4.  | «Stricken»         | E. Stefani, T. Kanal, G. Stefani, T. Dumont           | 4:06     |  |
| 5.  | «Greener Pastures» | T. Kanal, G. Stefani                                  | 5:05     |  |
| 6.  | «By the Way»       | T. Dumont, G. Stefani                                 | 4:29     |  |
| 7.  | «Snakes»           | T. Kanal, G. Stefani                                  | 4:37     |  |
| 8.  | «That's Just Me»   | E. Keyes, E. Stefani                                  | 4:08     |  |
| 9.  | «Squeal»           | E. Stefani                                            | 2:38     |  |
| 10. | «Doghouse»         | E. Stefani                                            | 4:26     |  |

## Sencillos
1994: "Squeal"

1994: "Doghouse"

## Miembros
No Doubt
- Gwen Stefani: Voz
- Eric Stefani: Saxofón
- Tony Kanal: Bajo
- Tom Dumont: Guitarra
- Adrian Young: Batería

Adicionales
- Bradley Nowell: Voces adicionales (Solo en Total Hate)
- Phil Jordan: Trompeta
- Gabrial McNair: Trombón

## Producción
- Productor: No Doubt
- Ingenieros: Ray Blair, Tom Dumont, Colin Mitchell
- Mezclas: Tom Dumont, Nicholas Hexum, Colin Mitchell, No Doubt, Scott Ralston, Adrian Young
- Asistentes de Mezclas: Nick Hexum, Scott Ralston, Adrian Young
- Masterización: Robert Vosgien
- Consejero: Albhy Galuten
- Diseño: Gwen Stefani
- Diseño de disposición: Matt Wignall